# Luca Iodice
Luca Iodice (Wohlen, 11 agosto 1978) è un allenatore di calcio ed ex calciatore svizzero, di ruolo centrocampista.

## Carriera

### Giocatore
Nel 1994 passa dalle giovanili dello Young Fellows al Wohlen, formazione della sua città natale, con cui aveva già giocato dal 1986 al 1991 nelle giovanili (per poi avere una parentesi di un anno allo SCI Juventus Zurigo nella stagione 1991-1992) e con la quale nella stagione 1994-1995 milita nella terza divisione svizzera. Nell'estate del 1995 si trasferisce al Grasshoppers, una delle formazioni più blasonate del campionato elvetico, con la quale dal 1995 al 1997 gioca in massima serie, vincendo anche il campionato 1995-1996.
Nell'estate del 1997 viene ceduto ai rivali cittadini dello Zurigo, con i quali nella stagione 1997-1998 gioca 11 partite in prima divisione ed una in Coppa Svizzera, e con i quali nella stagione 1998-1999 esordisce nelle competizioni UEFA, giocando 5 partite in Coppa UEFA; in questa stagione gioca inoltre anche 25 partite in campionato e 2 partite in Coppa Svizzera. Nell'estate del 1999, dopo aver iniziato la stagione 1999-2000 giocando una partita in Coppa UEFA e 2 partite in 1999-2000 sempre allo Zurigo, viene ceduto al Bellinzona, con cui gioca in seconda divisione; nel gennaio del 2000 viene ceduto invece allo Sciaffusa, formazione della medesima categoria. Nell'estate del 2000 passa all'Aarau, con cui nella stagione 2000-2001 gioca complessivamente 24 partite in prima divisione (16 partite nella stagione regolare ed ulteriori 8 nel torneo di promozione/retrocessione). Al termine della stagione cambia nuovamente squadra, scendendo in seconda divisione al Baden: dopo metà stagione trascorsa in questo campionato, fa ritorno allo Zurigo, in prima divisione. Nella parte finale della stagione 2001-2002 segna una rete in 8 presenze in Lega Nazionale A e 2 presenze in Coppa Svizzera, mentre nella stagione 2002-2003 realizza 2 reti in 30 partite di campionato e gioca 5 partite in Coppa Intertoto. Infine, nella stagione 2003-2004, la sua ultima allo Zurigo, gioca 3 partite in Coppa Svizzera e 10 partite (nelle quali mette anche a segno una rete) in campionato.
Nella stagione 2004-2005 oltre a giocare una partita in Coppa Svizzera disputa 4 incontri (e segna un gol) in Challenge League con la maglia del Winterthur; dal 2005 al 2008 milita invece nuovamente nel Baden, con cui nell'arco di questo triennio totalizza 17 presenze ed un gol in Challenge League, 31 partite (29 in stagione regolare e 2 nei play-off) in terza divisione svizzera e 3 partite (di cui una nei turni preliminari) in Coppa Svizzera. Infine, nella stagione 2008-2009 segna un gol nella sua unica presenza stagionale al Buochs, formazione della quarta divisione svizzera, passando poi al Bremgarten, con cui gioca nella parte finale della sua ultima stagione da calciatore.
In carriera ha giocato complessivamente 118 partite e segnato 4 reti nella prima divisione svizzera.

### Allenatore
Dal 2009 al 2011 ha allenato il Bremgarten, mentre nella stagione 2012-2013 ha allenato i dilettanti del Meisterschwanden. Successivamente, nella stagione 2013-2014 ha allenato la formazione Under-16 dello Zurigo.
Nella stagione 2016-2017 ha allenato la squadra Under-17 del Wohlen, mentre dal luglio all'ottobre del 2017 ha allenato la formazione Under-21 dell'Aargau, formazione della quinta divisione svizzera.

## Palmarès

### Giocatore

#### Competizioni nazionali
- Campionato svizzero: 1

Grasshoppers: 1995-1996